# Emily Craig
Pour les articles homonymes, voir Craig.
Emily Craig, née le 30 novembre 1992, est une rameuse britannique.

## Palmarès

### Jeux olympiques
- 2024 à Paris (France)
  -  Médaille d'or en deux de couple poids légers

### Championnats du monde
- 2019 à Ottensheim (Autriche)
  -  Médaille de bronze en deux de couple poids légers
- 2016 à Rotterdam (Pays-Bas)
  -  Médaille d'or en quatre de couple poids légers
- 2015 à Aiguebelette (France)
  -  Médaille d'argent en quatre de couple poids légers

### Championnats d'Europe
- 2017 à Račice ( République tchèque)
  -  Médaille de bronze en deux de couple poids légers